# Nhà hát Studyjny ở Łódź
Nhà hát Studyjny ở Łódź (tiếng Ba Lan: Teatr Studyjny przy PWSFTiT im. Schillera Schillera) là một trong những nhà hát lâu đời nhất ở Łódź (Ba Lan), được xây dựng vào năm 1870. Từ năm 1998, nó được quản lý bởi Trường Cao đẳng Điện ảnh, Truyền hình và Sân khấu Quốc gia Leon Schiller. Từ năm 2002, nhà hát đã trở thành tài sản của trường.

## Công việc hiện tại
Từ năm 2002, các sinh viên năm thứ tư của Khoa Diễn xuất cần chuẩn bị và trình bày những bài diễn tốt nghiệp cũng như tự làm các dự án nghệ thuật độc lập của họ. Ngoài việc là nơi giảng dạy và trình diễn, Nhà hát Studio còn là nơi thực hiện nhiều dự án nghiên cứu và nghệ thuật khác nhau: Liên hoan các trường sân khấu, Hội thảo của các trường sân khấu châu Âu, Hội thảo kịch mang tên "Sự phát triển của Kịch". Trong những năm gần đây, các vở kịch được dàn dựng tại Nhà hát Studyjny ở Łódź không chỉ nhận được sự yêu thích và công nhận của khán giả trẻ mà còn có thể đáp ứng sự mong đợi của các nhà phê bình kịch ở Ba Lan và Châu Âu. Năm 2006 lần đầu tiên trong lịch sử, Nhà hát Studyjny ở ŁodźFstudi đã được trao Giải thưởng Mặt nạ Vàng bởi các Hiệp hội các nhà phê bình Ba Lan cho vở kịch tốt nhất, nhờ những cảnh tượng trong vở Loze Sergi Belbel được đạo diễn bởi Karolina Szymczak. Nhà hát có hai khán đài có thể chứa 120 và 60 khán giả.

## Những vở kịch đáng chú ý gần đầy

### Hôn nhâncủa Nikolai Gogol
Đạo diễn Georgy Lifanov

### Những chú chó đầu đàncủa Urs Widmer
Đạo diễn Marcin Brzozowski

### Câu chuyện về sự điên rồ thường tình củaPetr Zelenka
Giám đốc Grzegorz Chrapkiewicz